# Бибковщина (платформа)
Би́бковщина (бел. Бі́́бкаўшчына) — остановочный пункт электропоездов в Бобруйском районе (Могилёвская область, Белоруссия).
Расположен между остановочным пунктом Кветка и железнодорожной станцией Мирадино (отрезок Осиповичи — Жлобин железнодорожной линии Минск — Гомель). 
Примерное время в пути со всеми остановками от ст. Минск-Пассажирский — 2 ч. 58 мин.; от ст. Осиповичи I — 39 мин., от ст. Жлобин — 1 ч. 47 мин.
Ближайшие населённые пункты — деревни Лысая Горка и Бибковщина (расположены примерно в 0,3 и 0,5 км к югу и северо-востоку от остановочного пункта соответственно). Кроме того, недалеко от платформы расположено садоводческое товарищество.
Билетная касса в здании платформы отсутствует; билет на проезд можно оплатить у кассиров (электропоезда на данном участке сопровождаются кассирами) или приобрести онлайн.